# 18E CCFL

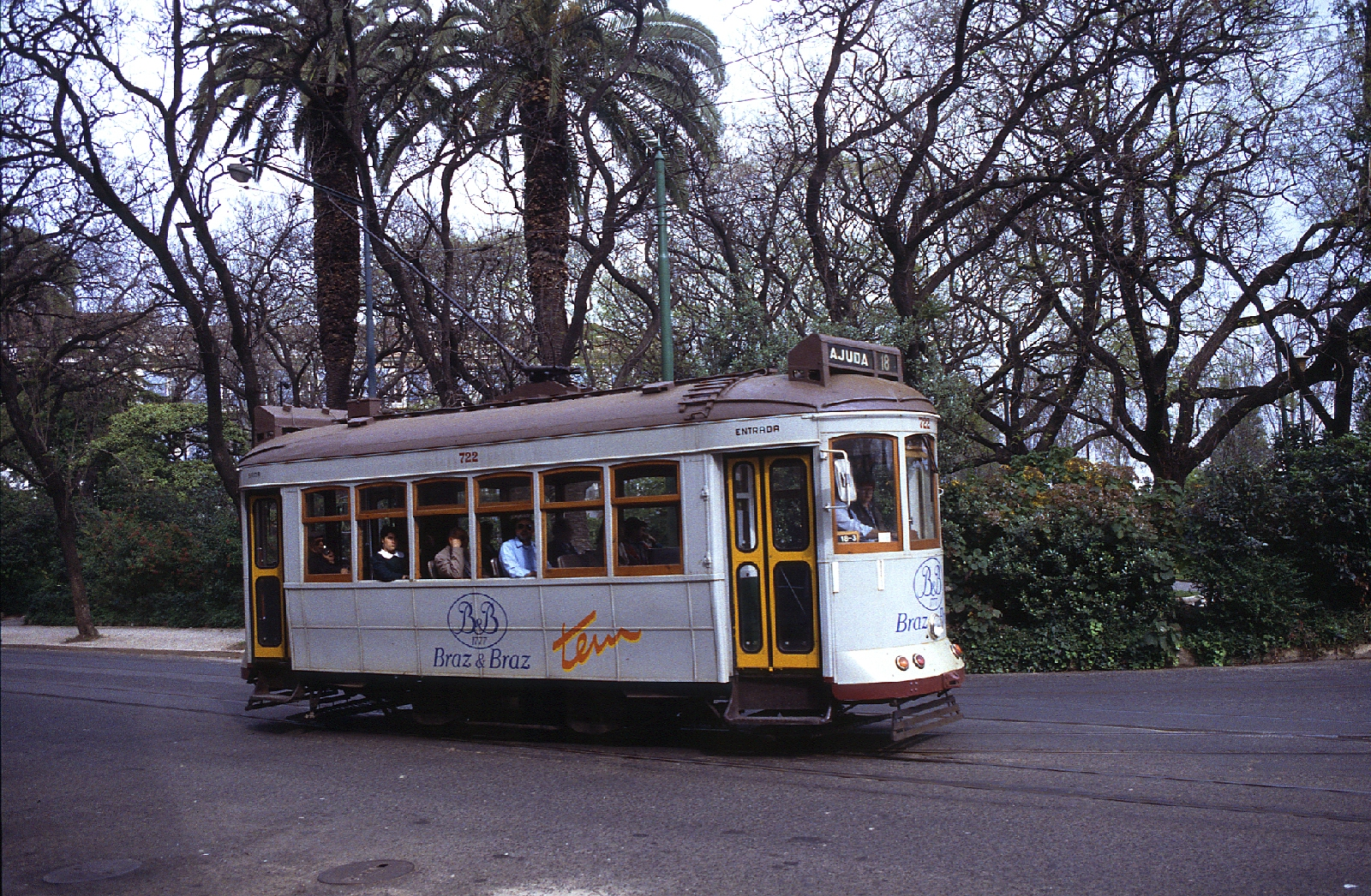
Elétrico ligeiro (CCFL 782) servindo a carreira 18 em direção à Ajuda, em 1985.

A carreira eletroviária 18E é uma das seis que servem a cidade de Lisboa, Portugal, explorada pela empresa Carris. 
Enquanto carreira que serve a zona da Ajuda / Belém, é simbolizada com a cor rosa. Liga o Cemitério da Ajuda ao Cais do Sodré, sendo uma das 2 carreiras de elétrico em Lisboa que serve a zona ocidental da cidade. Um dos principais pontos de interesse por onde esta carreira passa é o Palácio Nacional da Ajuda. Foi encurtada em 2012 deixando de fazer o percurso entre o Cais do Sodré e a Rua da Alfândega. . Funciona de segunda a sábado e os tempos de espera rondam os 20 minutos em dias úteis e os 30 minutos aos sábados.

## História
Por volta de 1994, era identificada com a cor vermelha (quase indistinta da 12) em folhetos informativos da Carris.
Entre Outubro de 2015 e Setembro de 2016, circulou entre o Cais do Sodré e Belém e deixou de ir à Ajuda, devido às obras na Calçada da Ajuda.
Entre Setembro de 2016 e Março de 2017, circulou entre Belém e Cemitério da Ajuda, deixando de ir ao Cais do Sodré devido às obras neste local. Em Março de 2017 retomou o seu percurso original (Ajuda - Cais do Sodré).